# Melanagromyza dolichostigma
Melanagromyza dolichostigma är en tvåvingeart som beskrevs av Meijere 1922. Melanagromyza dolichostigma ingår i släktet Melanagromyza och familjen minerarflugor. Inga underarter finns listade i Catalogue of Life.